# Dominik Zechner
Dominik Zechner (* 1988) ist ein in den Vereinigten Staaten tätiger österreichischer Autor, Literaturtheoretiker und Hochschulprofessor.

## Werdegang
Zechner studierte Philosophie und Theater-, Film- und Medienwissenschaft an der Universität Wien und beschloss das Studium 2013 mit einer Magisterarbeit zum Archivbegriff im Denken Jacques Derridas. Während dieser Zeit arbeitete er für die österreichische Tageszeitung Der Standard, für die er gemeinsam mit der Wissenschaftsjournalistin Tanja Traxler mehrere einschlägige Interviews führte, etwa mit dem ehemaligen Bundespräsidenten Heinz Fischer, mit verschiedenen Bildungs- und Wissenschaftsministern oder mit Kulturschaffenden wie dem Regisseur Michael Haneke.
Danach übersiedelte er in die Vereinigten Staaten von Amerika, um an der New York University zu promovieren. Dort studierte er u. a. bei Werner Hamacher. Er erlangte die Doktorwürde 2019 mit einer Dissertation zum Werk Franz Kafkas. Nach einem Aufenthalt als Forscher am Pembroke Center der Brown University im US-Bundesstaat Rhode Island trat Zechner eine Professur an der Rutgers University in New Jersey an, wo er seit 2020 forscht und unterrichtet. Er lebt in Manhattan.

## Werk
Zechners Arbeiten stehen im Spannungsfeld zwischen Literatur, Philosophie und Psychoanalyse. Er befasste sich eingehend mit Sigmund Freuds Fallstudie Dora sowie mit den Werken des Dichters Paul Celan und dem Frühwerk des Philosophen Walter Benjamin. 2018 erhielt er auch den Walter Benjamin Young Scholars Prize.
2024 erschien das Buch Kafka und das Problem der Endlichkeit, worin die sprachliche Darstellbarkeit des Todes anhand der Werke Franz Kafkas untersucht wird. Im selben Jahr erschien die Monografie The Violence of Reading. Literature and Philosophy at the Threshold of Pain, die das Verhältnis zwischen Sprache, Schmerz und Gewalt als ein zentrales literaturtheoretisches Problem verhandelt.

## Bücher
- Forces of Education. Walter Benjamin and the Politics of Pedagogy, hg. mit Dennis Johannßen (Bloomsbury 2023). ISBN 978-1-350-27417-4
- Thresholds, Encounters. Paul Celan and the Claim of Philology, hg. mit Kristina Mendicino (State University of New York Press 2023). ISBN 978-1-4384-9441-8
- The Violence of Reading. Literature and Philosophy at the Threshold of Pain (Palgrave Macmillan 2024). ISBN 978-3-031-53191-0
- Kafka und das Problem der Endlichkeit (Sonderzahl 2024). ISBN 978-3-85449-662-5